# Новоникольское (Кемеровская область)
Новоникольское — посёлок в Яйском районе Кемеровской области России. Входит в состав Вознесенского сельского поселения.

## География
Посёлок находится в северной части области, на правом берегу реки Куербак (бассейн реки Яя), на расстоянии примерно 36 километров (по прямой) к западу-северо-западу (WNW) от районного центра посёлка городского типа Яя. Абсолютная высота — 148 метров над уровнем моря.
Часовой пояс
Посёлок Новоникольское, как и вся Кемеровская область, находится в часовой зоне МСК+4. Смещение применяемого времени относительно UTC составляет +7:00.

## История
Основан в 1895 году. В 1911 году в посёлке Ново-Никольский, входившем в состав Ишимской волости Томского уезда, имелось 45 дворов и проживало 305 человек (151 мужчина и 154 женщины). Функционировало одноклассное училище Министерства народного просвещения.
По данным 1926 года имелось 73 хозяйства и проживало 373 человека (в основном — русские). Функционировала школа I ступени.
В административном отношении населённый пункт являлся центром Ново-Никольского сельсовета Ишимского района Томского округа Сибирского края.

## Население
| 2010 |
| ---- |
| 13   |

Гендерный состав
По данным Всероссийской переписи населения 2010 года в гендерной структуре населения мужчины составляли 69,2 %, женщины — соответственно 30,8 %.
Национальный состав
Согласно результатам переписи 2002 года, в национальной структуре населения русские составляли 100 % из 31 чел.

## Улицы
Уличная сеть посёлка состоит из одной улицы (ул. Раздольная).